# Betonstraatsteen

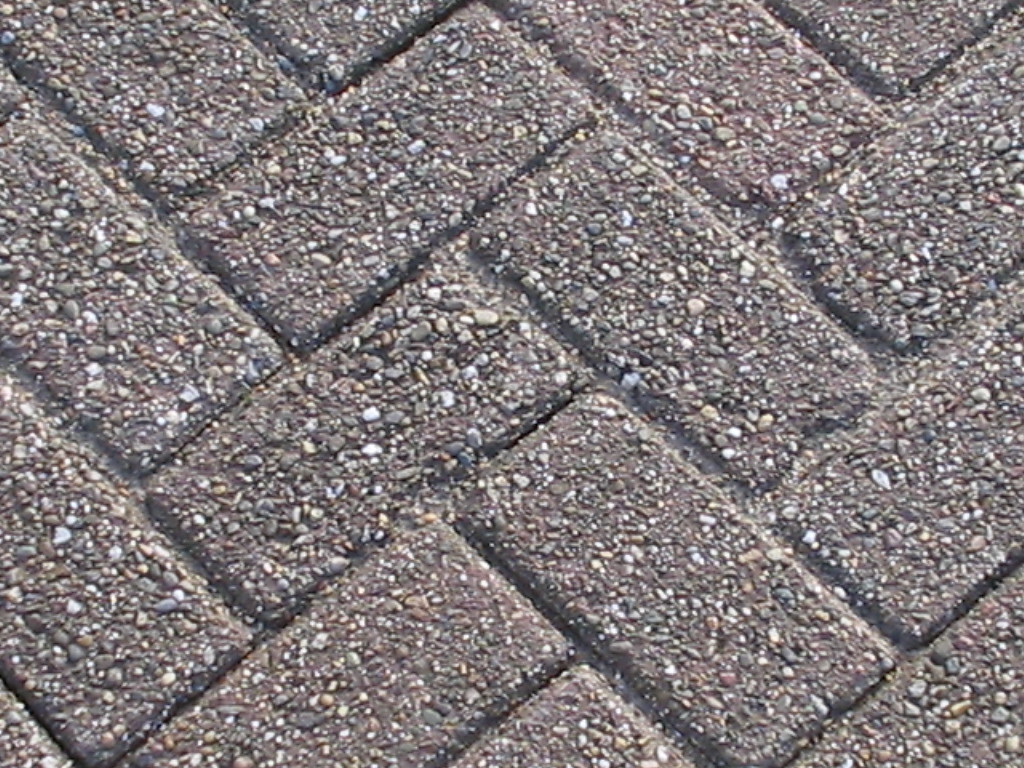
Betonstraatstenen in keperverband

De betonstraatsteen is een straatsteen die als duurzame, goedkope, vervanging van de straatbaksteen is ontwikkeld. Betonstenen worden ook wel klinker genoemd, een term die oorspronkelijk alleen slaat op gebakken straatsteen. Betonstraatstenen bestaan meestal uit onderbeton voorzien van een deklaag.

## Verschijningsvormen
Betonstraatstenen worden geproduceerd in verschillende basisformaten, waarvan de meest voorkomende formaten zijn:
- Kei- of klinkerformaat NL 210×105 mm (ca. 44 st/m²) en BE 220x110 mm (ca. 41 st/m²)
- Waalformaat 200×50 mm (ca. 100 st/m²)
- Dikformaat 210×70 mm (ca. 68 st/m²)

Bij de formaten moet worden opgemerkt dat de exacte maatvoering per fabrikant kan verschillen, maar de verhoudingen zijn per formaat gelijk. Zo is bijvoorbeeld een keiformaat 2:1, een waalformaat 4:1, een dikformaat 3:1, enz.
De noodzakelijke dikte van betonstenen is afhankelijk van het gebruik. Stenen met een dikte van 5 tot 7 cm zijn geschikt voor voetgangerszones en licht autoverkeer. De meest voorkomende dikte is 8 cm en diktes van 9 tot en met 15 cm zijn bedoeld voor industrie en ander zwaar gebruik.  Ook de ondergrond en fundering zijn van belang voor de bepaling van de mogelijke belasting op het afgewerkt geheel.
Omdat een steen van beton makkelijker te vormen is, kunnen als aanvulling op de normale stenen, vele varianten gemaakt worden als hulpstukken.
- Bisschopsmutsen (kantstenen voor keper- of elleboogverband)
- Keperstenen (hoekstenen voor keper- of elleboogverband)
- Halven (voor leggen van elleboog- en halfsteensverband)
- Dubbelklinkers (ter grootte van twee stenen, al dan niet met een schijnvoeg)
- Anderhalve dubbelklinker
- Dubbel dubbelklinkers

Om het straten van grote werken te vergemakkelijken en aan de eisen van de Arbowet (NL) te voldoen, worden steeds vaker machinale pakketten geproduceerd. Hierbij worden de stenen direct in keper- of blokverband aangemaakt en zo verpakt. Een ander voordeel is dat ze in blokverband op de kop geleverd kunnen worden. Hierdoor kan een straat in een woonwijk in aanbouw "op z'n kop" worden aangelegd. De toplaag blijft hierdoor beschermd voor het zware bouwverkeer. Nadat de wijk klaar is, worden de stenen handmatig omgedraaid. (Nederlandse werkwijze, niet toegepast in België)

## Kleuren
In eerste instantie was de kleur heidepaars de standaard voor betonklinkers. Dit omdat gebakken klinkers tot dan toe werden toegepast en de kleur heide hier goed bij past. Nadat grijs meer en meer standaard werd in het gebruik, werden andere kleuren doorontwikkeld.

### Niet-kleurvast
Een betonklinker kan op verschillende manieren gekleurd worden. De goedkoopste methode is het toevoegen van kleurstof aan de beton. De toplaag van de steen bestaat hierbij uit fijnere grondstoffen, met toevoeging van kleurstoffen. Verder wordt de kleur beïnvloed door het gebruikte cement. Zo is hoogovencement lichter van kleur dan portlandcement wat zich in de uiteindelijke kleur weerspiegelt. Nadelen van deze methode is het verweren en het slijten van de toplaag wat een degradatie van de kleur met zich mee brengt over langere termijn. Bij onvoldoende dikte van de toplaag (slijtlaag) wordt de grijze en van grof materiaal gemaakte onderbeton eventueel zichtbaar.

### Kleurvast
Een kleurvaste steen kent de genoemde nadelen minder of niet. De eenvoudigste manier om een kleurvaste steen te verkrijgen is het maken van een door-en-door gekleurde steen. Hierbij wordt de steen niet grijs bij het verdwijnen van de toplaag, omdat de gehele steen van hetzelfde gekleurde materiaal gemaakt is.
Echte kleurvaste eigenschappen worden verkregen door toepassing van materialen die van nature reeds een eigen kleur hebben. Zo is bijvoorbeeld basalt of arduin (vulkaangesteente) van nature zwart en zal deze geen kleur verliezen.  Ook witte Dolomiet en siliciumkwarts behoren tot de mogelijkheden.  Het gebruik van witte cement in plaats van grijze cement maakt de lichte kleuren levendiger.

## Bewerkingstechnieken
Door het toepassen van verschillende toeslagmaterialen en technieken voor nabewerking worden meer en meer verschillende soorten stenen verkregen. Zo geeft koperslak (zwart natuursteen) een glimmend oppervlak. Nog niet uitgeharde steen kan geborsteld of gehamerd worden.  Ook uitwassen met een hogedrukspuit, stralen met fijn grit of slijpen verandert de zichtbare structuur van het eindproduct.  Een betonsteen kan zo zelfs het uitzicht van een natuursteen imiteren.

## Ontwikkelingen
Na 1995 zijn ook waterdoorlatende en waterpasserende betonstenen ontwikkeld. Ze worden toegepast in straten waar de regen- en vuilwaterriolen ontkoppeld zijn. Het regenwater loopt daar niet direct het riool in maar krijgt de gelegenheid het grondwater te bereiken en/of wordt vertraagd afgevoerd.  Dit laatste is van belang voor waterbeheersing (overstromingsgevaar) en behoud van het lokaal grondwaterpeil. Een degelijke waterdoorlatende fundering onder de stenen is belangrijk als tijdelijke buffering. Een recente ontwikkeling zijn speciale 'stille stenen' die geluidshinder kunnen beperken. De toplaag van stille steen is in veel gevallen gelijkaardig aan de toplaag van waterdoorlatende stenen.